# Ar Ryashyyah (huyện)
Huyện Ar Ryashyyah là một huyện thuộc tỉnh Al Bayda', Yemen. Đến thời điểm năm 2003, huyện này có dân số 22842 người